# Estrel

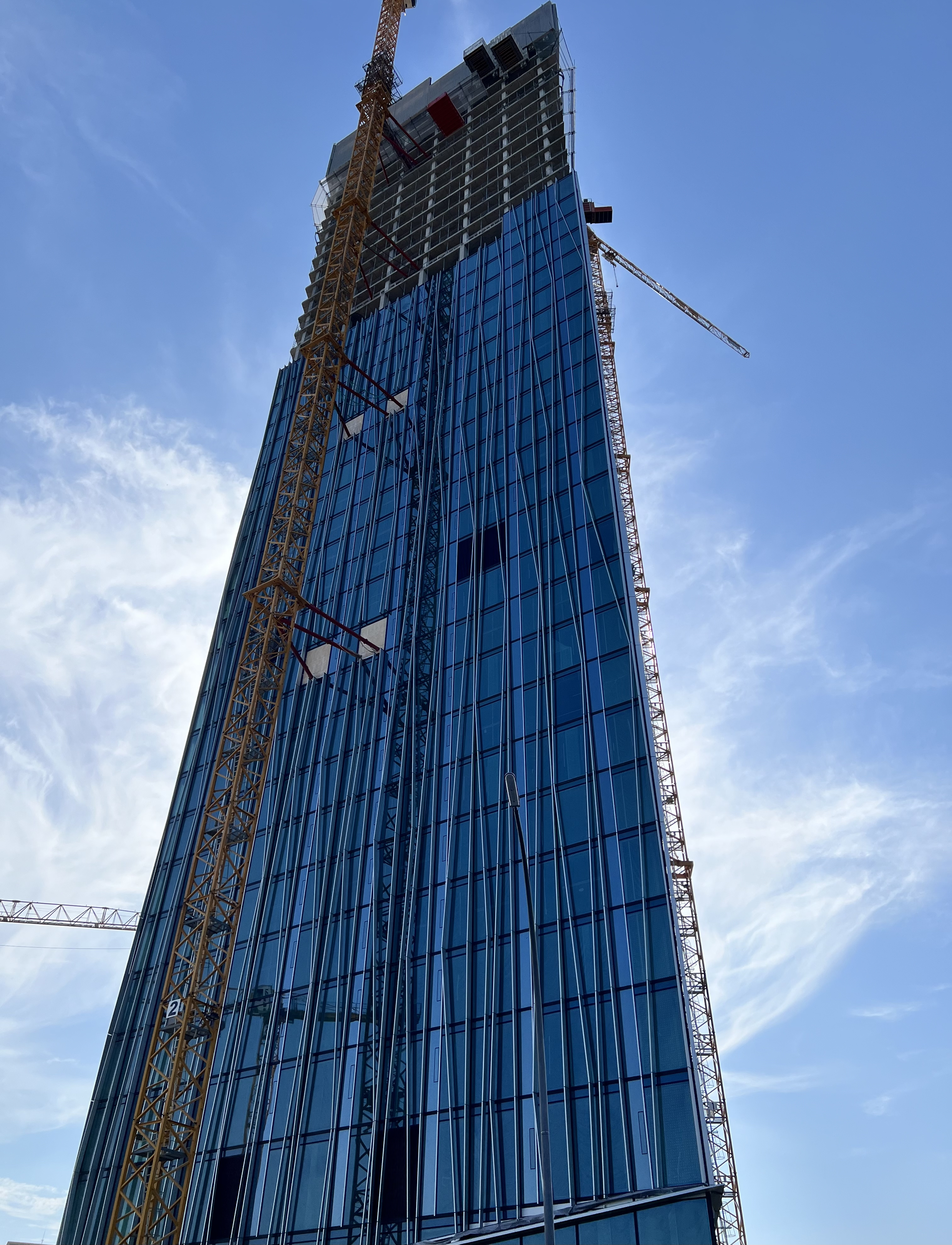
Estrel Tower under byggnation

Estrel i  Berlin är Europas största hotell med 1125 rum och sviter. Hotellet har fem restauranger, två barer, en trädgård och den dagliga "Stars in Concert"-showen. Estrel Tower, som byggs i anslutning till Estrel är en 176 meter hög skyskrapa med 45 våningar och 545 hotellrum och blir Tysklands högsta hotell när det invigs år 2025.